# Jibeinia luanhera
Jibeinia luanhera — вид викопних птахів підкласу енанціорнісових (Enantiornithes). Голотип був знайдений у пластах формації Yixian провінції Ляонін у Китаї. Скам'янілість являла собою майже повний скелет, але наразі вона, на жаль, втрачена.
Довжина — 115 мм, розрахункова вага — 20 г. Вид мав довгий хвіст (як у Confuciusornithiformes) і загострений дзьоб із зубами. Судячи з усього, більш прогресивний рід, ніж Confuciusornithiformes. Через нестачу інформації, Jibeinia luanhera не можна з упевненістю віднести до Enantiornithes, хоча у нього присутні як ознаки властиві цьому таксону, так і не властиві йому. Швидше за все Jibeinia luanhera є більш розвиненою формою ніж Confuciusornithiformes і менш розвиненою ніж Ornithothoraces.